# Ola Fløene
Ola Fløene (Hamar, 1º febbraio 1969) è un copilota di rally norvegese, vincitore di una prova del campionato del mondo rally in coppia con Andreas Mikkelsen nonché campione della serie Intercontinental Rally Challenge nel 2011 e nel 2012 sempre con Mikkelsen. Ha inoltre vinto il titolo mondiale Junior WRC nel 2013 con Pontus Tidemand, con cui ha inoltre corso nel 2019 per la scuderia M-Sport.

## Biografia
Ex pilota di motocross, all'età di 20 anni Fløene intraprese la carriera di copilota, disputando la sua prima gara nel 1995, allo Snøfreser'n rally, in Norvegia, a bordo di una Opel Ascona pilotata dal connazionale Simen Østlie. Esordì nel mondiale al Rally di Gran Bretagna del 1995 con il conterraneo John Skar, terminando al 57º posto assoluto e al 13º nella classe A7 con una Vauxhall Astra.
Negli anni tra il 1996 e il 2005 si alternò navigando vari piloti tra cui Morten Østberg (papà di Mads), Martin Stenshorn, Henning Solberg e Bernt Kollevold, coi quali disputò sia gare di carattere nazionale che appuntamenti iridati, gareggiando anche con vetture di gruppo N nel campionato PWRC.

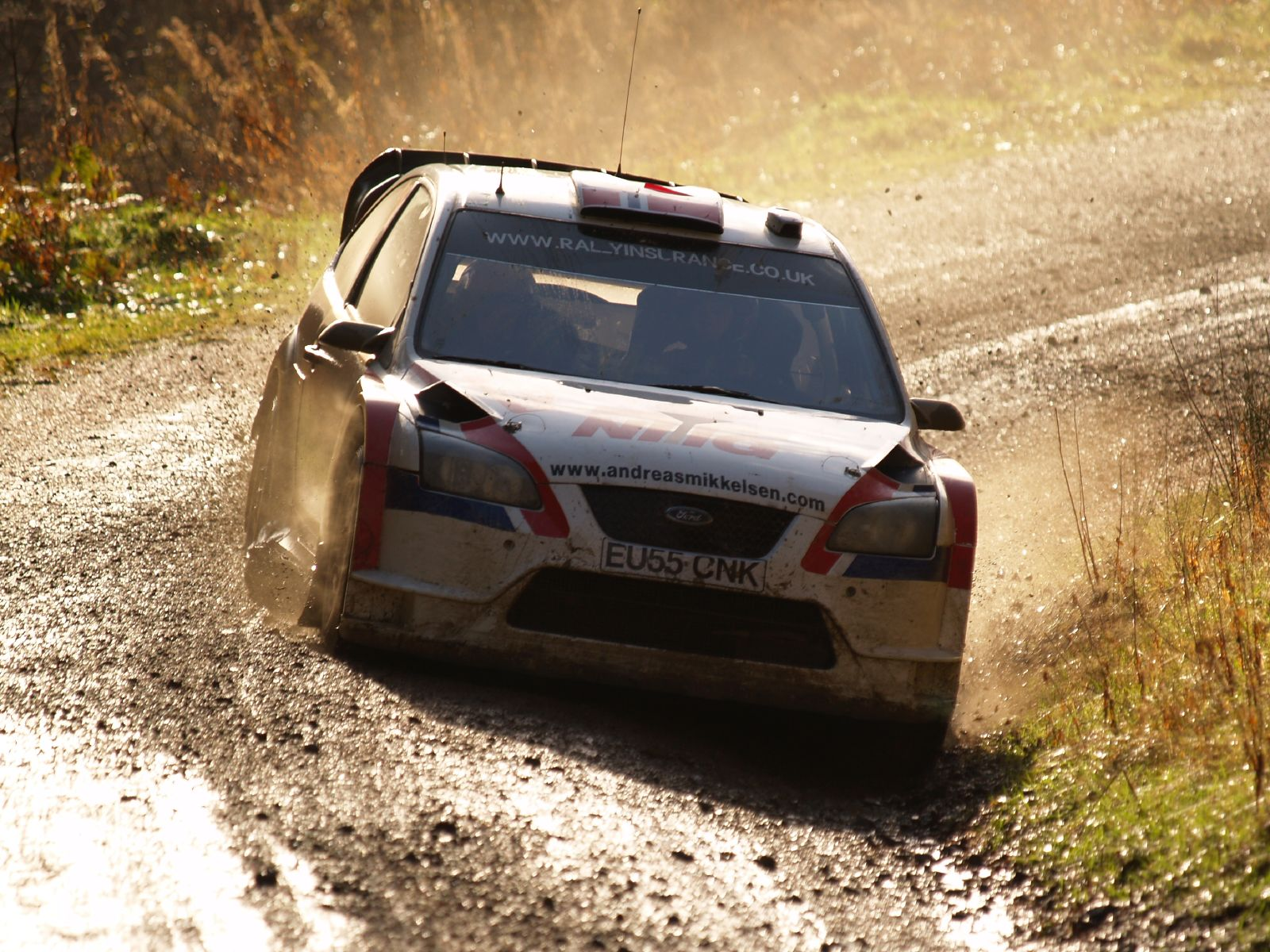
Fløene e Mikkelsen nel 2007 con la Ford Focus RS WRC 06

Nel mondiale 2006 iniziò a competere con Andreas Mikkelsen, inizialmente per il team Stobart M-Sport di Malcolm Wilson, che affidò loro una Ford Focus RS WRC per alcune gare. La coppia seguitò a utilizzare vari modelli della Focus nelle stagioni 2007 e 2008 gareggiando per la scuderia inglese Ramsport.
Nel 2011 Fløene e Mikkelsen vennero reclutati dalla Volkswagen Motorsport, che si preparava all'ingresso nel mondiale previsto per qualche anno più tardi, affidando loro una Škoda Fabia S2000 per le gare mondiali e facendoli correre con la succursale Škoda UK nell'Intercontinental Rally Challenge, dove trionfarono sia nel 2011 che nel 2012.

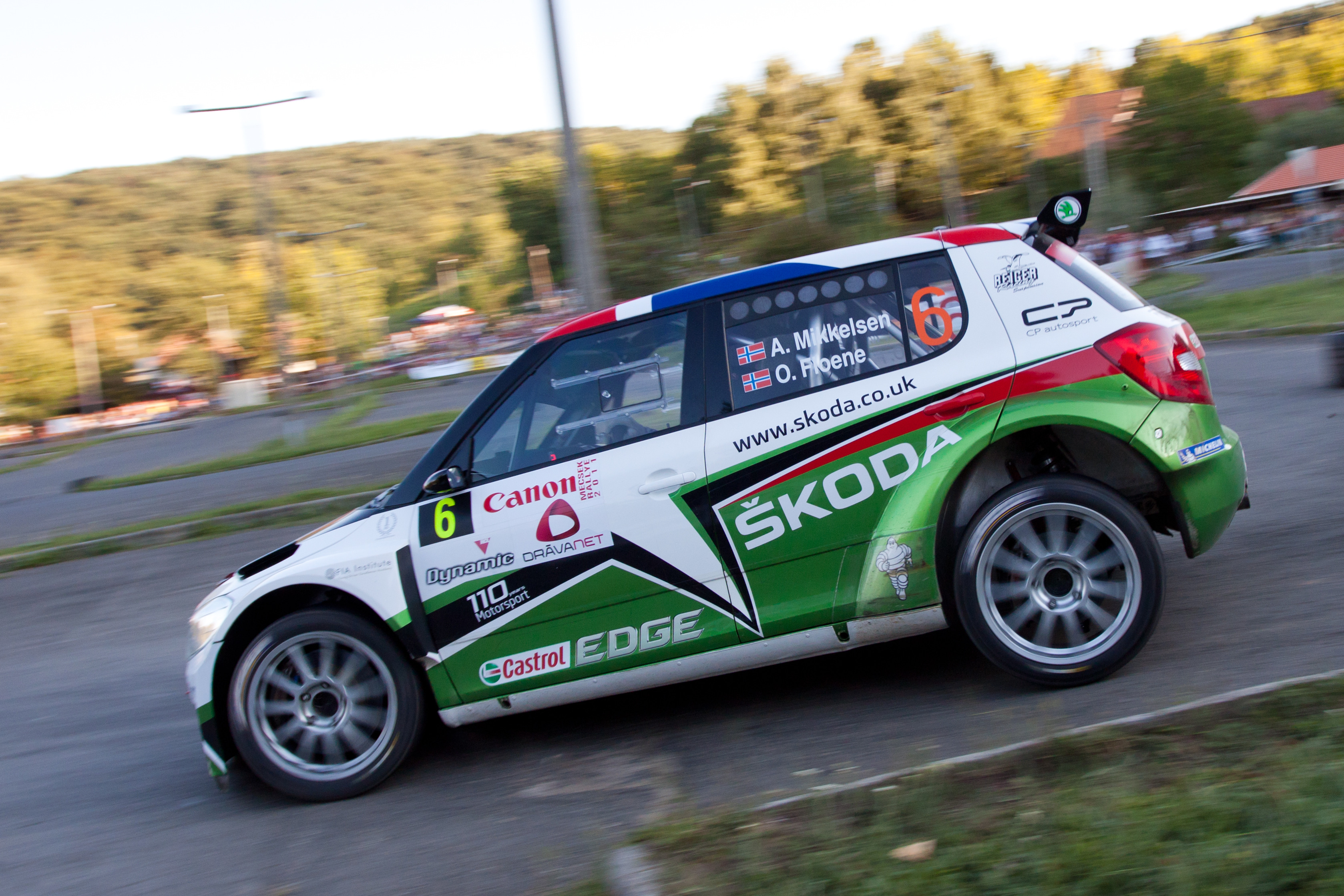
Fløene e Mikkelsen nel 2011 con la Škoda Fabia S2000

Nel 2013 la coppia si sciolse momentaneamente e Fløene affiancò il giovane Pontus Tidemand nel campionato Junior WRC.

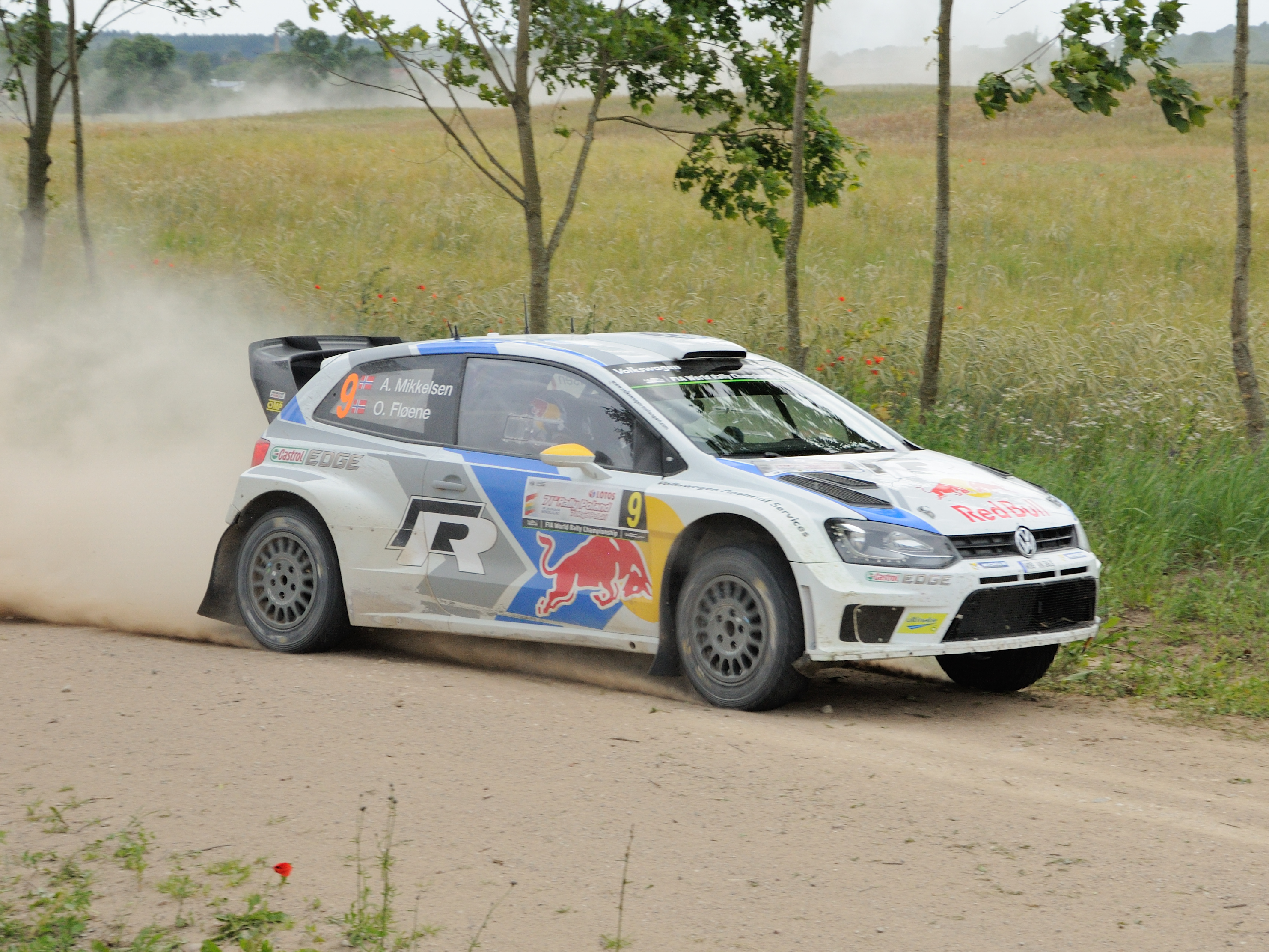
Fløene e Mikkelsen nel 2014 con la Volkswagen Polo R WRC

Nel 2014 tornò con Mikkelsen e si trovò a guidare la nuova Volkswagen Polo R WRC per il team ufficiale Volkswagen, con cui entrambi colsero il loro primo podio in carriera giungendo secondi nel Rally di Svezia e terminando l'annata al terzo posto in classifica generale.
Nel 2015 ottennero otto podi nei primi undici appuntamenti iridati e vinsero la loro prima gara al Rally di Catalogna, penultimo appuntamento stagionale, concludendo nuovamente al terzo posto nella generale, e terminando il loro rapporto professionale a fine anno.

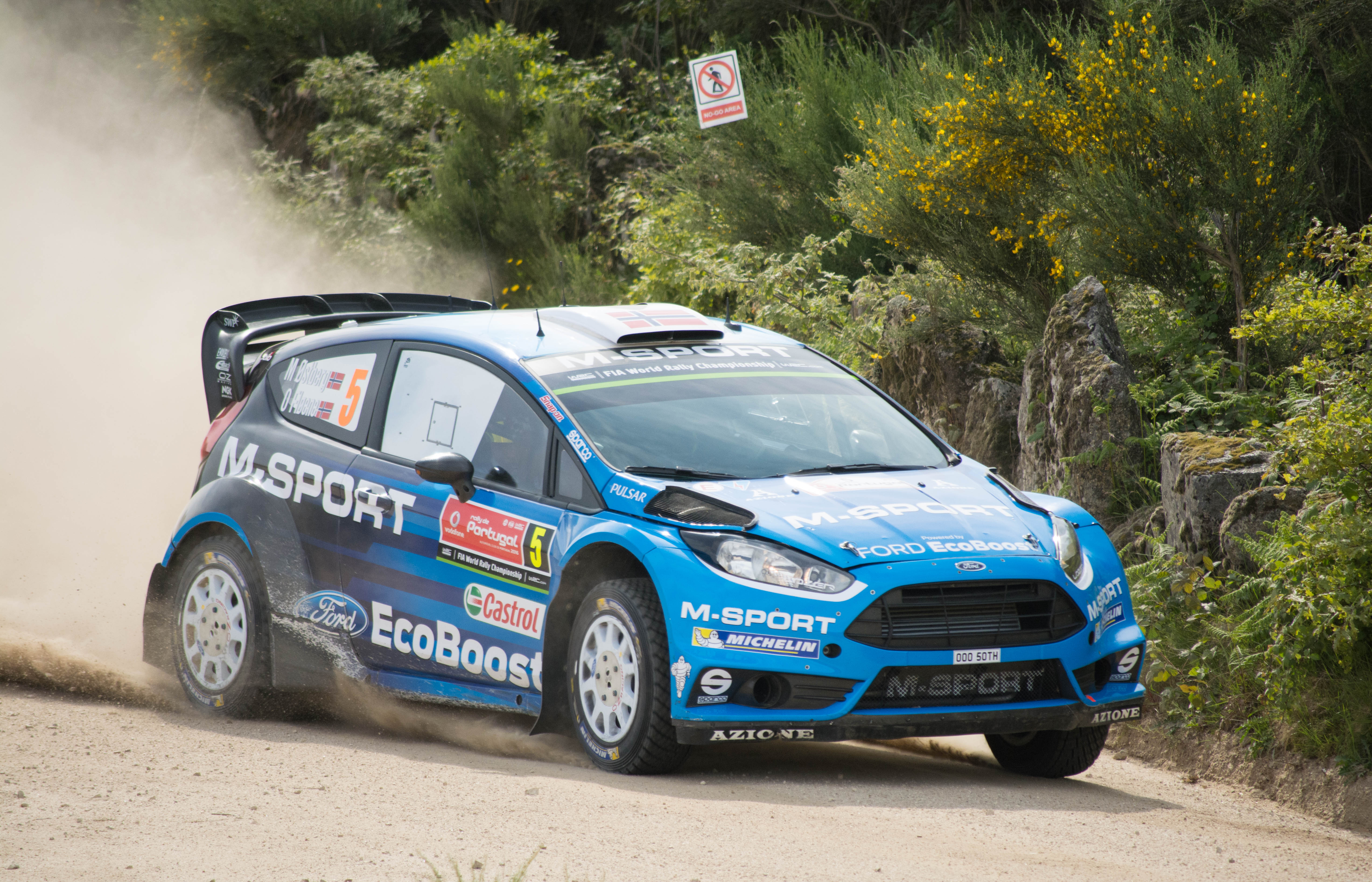
Fløene e Østberg nel 2016 con la Ford Fiesta RS WRC

Nel 2016 Fløene passò a gareggiare con Mads Østberg, disputando l'intera stagione su una Ford Fiesta RS WRC della squadra M-Sport, ottenendo due terzi posti in avvio di campionato.
Per il 2017 la coppia fu alle prese con la nuova Ford Fiesta WRC semi-ufficiale e il loro sodalizio si interruppe dopo il Rally di Polonia. Fløene terminò la stagione 2017 a fianco del giovane pilota svedese Emil Bergkvist, impegnato nel campionato Junior WRC, con il quale ha disputato due gare anche nella stagione 2018.
Nel 2019 tornò con Tidemand per disputare alcuni eventi del mondiale con la Ford Fiesta WRC della scuderia M-Sport e ottenendo tre piazzamenti a punti su quattro gare disputate.

## Palmarès
- Intercontinental Rally Challenge (2011 e 2012);
- Junior WRC (2013).

### Vittorie nel mondiale rally

#### Junior WRC
| Nº | Anno | Rally                    | Pilota          | Vettura        |
| -- | ---- | ------------------------ | --------------- | -------------- |
| 1  | 2013 | 47º Rally del Portogallo | Pontus Tidemand | Ford Fiesta R2 |
| 2  | 2013 | 11º Rally di Germania    | Pontus Tidemand | Ford Fiesta R2 |
| 3  | 2013 | 4º Rally d'Alsazia       | Pontus Tidemand | Ford Fiesta R2 |

#### S-WRC/WRC-2
| Nº | Anno | Rally                      | Pilota            | Vettura                | Squadra                  |
| -- | ---- | -------------------------- | ----------------- | ---------------------- | ------------------------ |
| 1  | 2010 | 66º Rally di Gran Bretagna | Andreas Mikkelsen | Škoda Fabia S2000      | Czech Ford National Team |
| 2  | 2021 | 89º Rally di Monte Carlo   | Andreas Mikkelsen | Škoda Fabia Rally2 Evo | Toksport WRT             |
| 3  | 2021 | 11º Rally d'Estonia        | Andreas Mikkelsen | Škoda Fabia Rally2 Evo | Toksport WRT             |

#### WRC
| Nº | Anno | Rally                  | Pilota            | Vettura               | Squadra                  |
| -- | ---- | ---------------------- | ----------------- | --------------------- | ------------------------ |
| 1  | 2015 | 51º Rally di Catalogna | Andreas Mikkelsen | Volkswagen Polo R WRC | Volkswagen Motorsport II |

## Risultati

### WRC
| 1995 | Scuderia | Vettura        |  |  |  |  |  |  |  |    |  |  |  |  |  |  |  |  | Punti | Pos. |
| ---- | -------- | -------------- |  |  |  |  |  |  |  | -- |  |  |  |  |  |  |  |  | ----- | ---- |
| 1995 |          | Vauxhall Astra |  |  |  |  |  |  |  | 57 |  |  |  |  |  |  |  |  | -     |      |

| 2000 | Scuderia | Vettura                                 |  |  |  |  |    |  |  |  |  |  |  |  |  |    |  |  | Punti | Pos. |
| ---- | -------- | --------------------------------------- |  |  |  |  | -- |  |  |  |  |  |  |  |  | -- |  |  | ----- | ---- |
| 2000 |          | Subaru Impreza WRX e Toyota Corolla WRC |  |  |  |  | 25 |  |  |  |  |  |  |  |  | 14 |  |  | -     |      |

| 2001 | Scuderia | Vettura                                       |  |     |     |  |  |  |  |  |    |  |  |  |  |  |  |  | Punti | Pos. |
| ---- | -------- | --------------------------------------------- |  | --- | --- |  |  |  |  |  | -- |  |  |  |  |  |  |  | ----- | ---- |
| 2001 |          | Mitsubishi Lancer Evo VI e Toyota Corolla WRC |  | Rit | Rit |  |  |  |  |  | 42 |  |  |  |  |  |  |  | -     |      |

| 2002 | Scuderia             | Vettura                                                                                      |  |    |    |  |    |  |  |  |    |     |     |    |    |  |  |  | Punti | Pos. |
| ---- | -------------------- | -------------------------------------------------------------------------------------------- |  | -- | -- |  | -- |  |  |  | -- | --- | --- | -- | -- |  |  |  | ----- | ---- |
| 2002 | Kollevold Rally Team | Hyundai Accent WRC2, Mitsubishi Lancer Evo VI, Peugeot 206 S1600 e Mitsubishi Lancer Evo VII |  | 33 | 28 |  | 24 |  |  |  | 26 | Rit | Rit | 38 | 23 |  |  |  | -     |      |

| 2003 | Scuderia                 | Vettura                |  |  |  |  |  |  |  |     |  |  |  |     |  |  |  |  | Punti | Pos. |
| ---- | ------------------------ | ---------------------- |  |  |  |  |  |  |  | --- |  |  |  | --- |  |  |  |  | ----- | ---- |
| 2003 | Subaru Rally Team Canada | Subaru Impreza WRX STi |  |  |  |  |  |  |  | Rit |  |  |  | Rit |  |  |  |  | -     |      |

| 2004 | Scuderia | Vettura             |  |     |  |  |  |  |  |  |  |  |  |  |  |  |  |  | Punti | Pos. |
| ---- | -------- | ------------------- |  | --- |  |  |  |  |  |  |  |  |  |  |  |  |  |  | ----- | ---- |
| 2004 |          | Hyundai Accent WRC2 |  | Rit |  |  |  |  |  |  |  |  |  |  |  |  |  |  | -     |      |

| 2005 | Scuderia            | Vettura                |  |     |  |  |  |  |  |  |  |  |  |  |  |  |  |  | Punti | Pos. |
| ---- | ------------------- | ---------------------- |  | --- |  |  |  |  |  |  |  |  |  |  |  |  |  |  | ----- | ---- |
| 2005 | Rally Team Olsbergs | Subaru Impreza WRC2004 |  | Rit |  |  |  |  |  |  |  |  |  |  |  |  |  |  | -     |      |

| 2006 | Scuderia           | Vettura              |  |  |  |  |  |  |  |  |  |  |  |  |  |  |  |     | Punti | Pos. |
| ---- | ------------------ | -------------------- |  |  |  |  |  |  |  |  |  |  |  |  |  |  |  | --- | ----- | ---- |
| 2006 | Stobart VK Ford RT | Ford Focus RS WRC 04 |  |  |  |  |  |  |  |  |  |  |  |  |  |  |  | Rit | -     |      |

| 2007 | Scuderia                      | Vettura                                     |  |    |    |  |  |  |  |  |    |    |  |    |     |  |   |     | Punti | Pos. |
| ---- | ----------------------------- | ------------------------------------------- |  | -- | -- |  |  |  |  |  | -- | -- |  | -- | --- |  | - | --- | ----- | ---- |
| 2007 | Stobart VK Ford RT e Ramsport | Ford Focus RS WRC 04 e Ford Focus RS WRC 06 |  | 13 | 10 |  |  |  |  |  | 12 | 24 |  | 25 | Rit |  | 9 | Rit | -     |      |

| 2008 | Scuderia | Vettura                                     |  |   |  |  |  |  |  |    |    |    |  |   |    |  |  |  | Punti | Pos. |
| ---- | -------- | ------------------------------------------- |  | - |  |  |  |  |  | -- | -- | -- |  | - | -- |  |  |  | ----- | ---- |
| 2008 | Ramsport | Ford Focus RS WRC 06 e Ford Focus RS WRC 07 |  | 5 |  |  |  |  |  | 19 | 12 | 11 |  | 8 | 11 |  |  |  | 5     | 17º  |

| 2009 | Scuderia | Vettura                              |  |     |  |  |  |  |  |     |  |  |  |  |  |  |  |  | Punti | Pos. |
| ---- | -------- | ------------------------------------ |  | --- |  |  |  |  |  | --- |  |  |  |  |  |  |  |  | ----- | ---- |
| 2009 |          | Subaru Impreza STi e Škoda Fabia WRC |  | Rit |  |  |  |  |  | Rit |  |  |  |  |  |  |  |  | -     |      |

| 2010 | Scuderia                 | Vettura                               |    |  |  |  |  |  |  |  |  |  |    |  |    |  |  |  | Punti | Pos. |
| ---- | ------------------------ | ------------------------------------- | -- |  |  |  |  |  |  |  |  |  | -- |  | -- |  |  |  | ----- | ---- |
| 2010 | Czech Ford National Team | Ford Fiesta S2000 e Škoda Fabia S2000 | 11 |  |  |  |  |  |  |  |  |  | 18 |  | 10 |  |  |  | 1     | 28º  |

| 2011 | Scuderia              | Vettura           |  |  |  |  |  |  |  |     |  |  |  |  |  |  |  |  | Punti | Pos. |
| ---- | --------------------- | ----------------- |  |  |  |  |  |  |  | --- |  |  |  |  |  |  |  |  | ----- | ---- |
| 2011 | Volkswagen Motorsport | Škoda Fabia S2000 |  |  |  |  |  |  |  | Rit |  |  |  |  |  |  |  |  | -     |      |

| 2012 | Scuderia              | Vettura           |  |    |  |  |  |     |     |  |    |    |  |    |   |  |  |  | Punti | Pos. |
| ---- | --------------------- | ----------------- |  | -- |  |  |  | --- | --- |  | -- | -- |  | -- | - |  |  |  | ----- | ---- |
| 2012 | Volkswagen Motorsport | Škoda Fabia S2000 |  | 13 |  |  |  | Rit | Rit |  | 27 | 75 |  | 12 | 7 |  |  |  | 13    | 15º  |

| 2013 | Scuderia | Vettura            |  |     |  |  |  |  |  |  |  |  |  |  |  |  |  |  | Punti | Pos. |
| ---- | -------- | ------------------ |  | --- |  |  |  |  |  |  |  |  |  |  |  |  |  |  | ----- | ---- |
| 2013 |          | Ford Fiesta RS WRC |  | Rit |  |  |  |  |  |  |  |  |  |  |  |  |  |  | 0     |      |

| 2014 | Scuderia                 | Vettura                                                    |  |   |  |    |  |    |   |   |   |   |   |    |     |  |  |  | Punti | Pos. |
| ---- | ------------------------ | ---------------------------------------------------------- |  | - |  | -- |  | -- | - | - | - | - | - | -- | --- |  |  |  | ----- | ---- |
| 2014 | Volkswagen Motorsport II | Ford Fiesta RS WRC, Ford Fiesta R5 e Volkswagen Polo R WRC |  | 8 |  | 11 |  | 41 | 2 | 4 | 3 | 3 | 2 | 73 | Rit |  |  |  | 106   | 5º   |

| 2015 | Scuderia                 | Vettura               |   |   |    |     |   |     |    |     |   |    |   |   |    |  |  |  | Punti | Pos. |
| ---- | ------------------------ | --------------------- | - | - | -- | --- | - | --- | -- | --- | - | -- | - | - | -- |  |  |  | ----- | ---- |
| 2015 | Volkswagen Motorsport II | Volkswagen Polo R WRC | 3 | 3 | 32 | Rit | 3 | 363 | 23 | Rit | 3 | 43 | 3 | 1 | 32 |  |  |  | 171   | 3º   |

| 2016 | Scuderia                 | Vettura            |   |   |   |   |   |     |   |   |   |   |   |   |   |   |  |  | Punti | Pos. |
| ---- | ------------------------ | ------------------ | - | - | - | - | - | --- | - | - | - | - | - | - | - | - |  |  | ----- | ---- |
| 2016 | M-Sport World Rally Team | Ford Fiesta RS WRC | 4 | 3 | 3 | 5 | 7 | Rit | 8 | 6 | 6 | C | 9 | 5 | 8 | 6 |  |  | 102   | 7º   |

| 2017 | Scuderia                 | Vettura                             |  |    |  |  |   |   |   |   |  |    |  |     |  |  |  |  | Punti | Pos. |
| ---- | ------------------------ | ----------------------------------- |  | -- |  |  | - | - | - | - |  | -- |  | --- |  |  |  |  | ----- | ---- |
| 2017 | M-Sport World Rally Team | Ford Fiesta RS WRC e Citroën DS3 R5 |  | 15 |  |  | 9 | 8 | 7 | 7 |  | 19 |  | Rit |  |  |  |  | 18    | 16º  |

| 2018 | Scuderia | Vettura         |  |    |  |    |  |  |  |  |  |  |  |  |  |  |  |  | Punti | Pos. |
| ---- | -------- | --------------- |  | -- |  | -- |  |  |  |  |  |  |  |  |  |  |  |  | ----- | ---- |
| 2018 |          | Ford Fiesta R2T |  | 24 |  | 22 |  |  |  |  |  |  |  |  |  |  |  |  | 0     |      |

| 2019 | Scuderia         | Vettura         |    |   |  |  |  |  |  |  |  |  |   |   |  |  |  |  | Punti | Pos. |
| ---- | ---------------- | --------------- | -- | - |  |  |  |  |  |  |  |  | - | - |  |  |  |  | ----- | ---- |
| 2019 | M-Sport Ford WRT | Ford Fiesta WRC | 20 | 8 |  |  |  |  |  |  |  |  | 9 | 7 |  |  |  |  | 12    | 13º  |

| 2021 | Scuderia     | Vettura                |   |    |    |  |     |  |   |  |  |  |  |  |  |  |  |  | Punti | Pos. |
| ---- | ------------ | ---------------------- | - | -- | -- |  | --- |  | - |  |  |  |  |  |  |  |  |  | ----- | ---- |
| 2021 | Toksport WRT | Škoda Fabia Rally2 Evo | 7 | 11 | 39 |  | Rit |  | 9 |  |  |  |  |  |  |  |  |  | 8     | 20º  |

| Legenda | 1º posto | 2º posto | 3º posto | A punti | Senza punti | Ritirato | Squalificato | NP=Non partito C=Gara cancellata | Apice=Power stage |

### S-WRC/WRC-2
| 2010 | Scuderia                 | Vettura           |  |  |  |  |  |  |  |  |  |  |  |  |   |  |  |  | Punti | Pos. |
| ---- | ------------------------ | ----------------- |  |  |  |  |  |  |  |  |  |  |  |  | - |  |  |  | ----- | ---- |
| 2010 | Czech Ford National Team | Škoda Fabia S2000 |  |  |  |  |  |  |  |  |  |  |  |  | 1 |  |  |  | 0     |      |

| 2014 | Scuderia | Vettura        |  |  |  |   |  |  |  |  |  |  |  |  |  |  |  |  | Punti | Pos. |
| ---- | -------- | -------------- |  |  |  | - |  |  |  |  |  |  |  |  |  |  |  |  | ----- | ---- |
| 2014 |          | Ford Fiesta R5 |  |  |  | 3 |  |  |  |  |  |  |  |  |  |  |  |  | 0     |      |

| 2017 | Scuderia | Vettura        |  |  |  |  |  |  |  |  |  |    |  |  |  |  |  |  | Punti | Pos. |
| ---- | -------- | -------------- |  |  |  |  |  |  |  |  |  | -- |  |  |  |  |  |  | ----- | ---- |
| 2017 |          | Citroën DS3 R5 |  |  |  |  |  |  |  |  |  | 10 |  |  |  |  |  |  | 0     |      |

| 2021 | Scuderia     | Vettura                |   |   |   |  |     |  |   |  |  |  |  |  |  |  |  |  | Punti | Pos. |
| ---- | ------------ | ---------------------- | - | - | - |  | --- |  | - |  |  |  |  |  |  |  |  |  | ----- | ---- |
| 2021 | Toksport WRT | Škoda Fabia Rally2 Evo | 1 | 2 | 5 |  | Rit |  | 1 |  |  |  |  |  |  |  |  |  | 98    | 4º   |

| Legenda | 1º posto | 2º posto | 3º posto | A punti | Senza punti | Ritirato | Squalificato | NP=Non partito C=Gara cancellata | Apice=Power stage |

### P-WRC/WRC-3
| 2002 | Scuderia             | Vettura                                              |  |  |   |  |   |  |  |  |   |  |  |   |   |  |  |  | Punti | Pos. |
| ---- | -------------------- | ---------------------------------------------------- |  |  | - |  | - |  |  |  | - |  |  | - | - |  |  |  | ----- | ---- |
| 2002 | Kollevold Rally Team | Mitsubishi Lancer Evo VI e Mitsubishi Lancer Evo VII |  |  | 8 |  | 6 |  |  |  | 5 |  |  | 6 | 6 |  |  |  | -     |      |

| 2003 | Scuderia                 | Vettura                |  |  |  |  |  |  |  |     |  |  |  |     |  |  |  |  | Punti | Pos. |
| ---- | ------------------------ | ---------------------- |  |  |  |  |  |  |  | --- |  |  |  | --- |  |  |  |  | ----- | ---- |
| 2003 | Subaru Rally Team Canada | Subaru Impreza WRX STi |  |  |  |  |  |  |  | Rit |  |  |  | Rit |  |  |  |  | -     |      |

| 2009 | Scuderia | Vettura            |  |     |  |  |  |  |  |  |  |  |  |  |  |  |  |  | Punti | Pos. |
| ---- | -------- | ------------------ |  | --- |  |  |  |  |  |  |  |  |  |  |  |  |  |  | ----- | ---- |
| 2009 |          | Subaru Impreza STi |  | Rit |  |  |  |  |  |  |  |  |  |  |  |  |  |  | -     |      |

| 2018 | Scuderia | Vettura         |  |   |  |   |  |  |  |  |  |  |  |  |  |  |  |  | Punti | Pos. |
| ---- | -------- | --------------- |  | - |  | - |  |  |  |  |  |  |  |  |  |  |  |  | ----- | ---- |
| 2018 |          | Ford Fiesta R2T |  | 2 |  | 3 |  |  |  |  |  |  |  |  |  |  |  |  | 0     |      |

| Legenda | 1º posto | 2º posto | 3º posto | A punti | Senza punti | Ritirato | Squalificato | NP=Non partito C=Gara cancellata | Apice=Power stage |

### Junior WRC
| 2002 | Scuderia | Vettura           |  |  |  |  |  |  |  |  |  |     |     |  |  |  |  |  | Punti | Pos. |
| ---- | -------- | ----------------- |  |  |  |  |  |  |  |  |  | --- | --- |  |  |  |  |  | ----- | ---- |
| 2002 |          | Peugeot 206 S1600 |  |  |  |  |  |  |  |  |  | Rit | Rit |  |  |  |  |  | -     |      |

| 2013 | Scuderia | Vettura        |  |  |  |   |  |   |  |   |   |  |   |     |  |  |  |  | Punti | Pos. |
| ---- | -------- | -------------- |  |  |  | - |  | - |  | - | - |  | - | --- |  |  |  |  | ----- | ---- |
| 2013 |          | Ford Fiesta R2 |  |  |  | 1 |  | 2 |  | 3 | 1 |  | 1 | Rit |  |  |  |  | 0     |      |

| 2018 | Scuderia | Vettura         |  |   |  |   |  |  |  |  |  |  |  |  |  |  |  |  | Punti | Pos. |
| ---- | -------- | --------------- |  | - |  | - |  |  |  |  |  |  |  |  |  |  |  |  | ----- | ---- |
| 2018 |          | Ford Fiesta R2T |  | 2 |  | 3 |  |  |  |  |  |  |  |  |  |  |  |  | 0     |      |

| Legenda | 1º posto | 2º posto | 3º posto | A punti | Senza punti | Ritirato | Squalificato | NP=Non partito C=Gara cancellata | Apice=Power stage |
| Nota: la classifica ufficiale a punti relativa ai copiloti, e il corrispondente titolo, vennero resi ufficiali soltanto nel 2010. |          |          |          |         |             |          |              |                                  |                   |

### Rally Dakar
| Anno | Classe     | Scuderia             | Vettura                      | Pilota            | Pos. | TV |
| ---- | ---------- | -------------------- | ---------------------------- | ----------------- | ---- | -- |
| 2006 | Auto       | 2 Drive Aventure     | Buggy                        | Raphael Sperrer   | Rit  | 0  |
| 2020 | Auto       |                      |                              | Mitchell Guthrie  | Rit  | 0  |
| 2021 | Auto       | Rit                  | 0                            | Mitchell Guthrie  |      |    |
| 2022 | Auto       | Mikkelsen            | Rit                          | 0                 |      |    |
| 2023 | Auto       | X-raid Mini JCW Team | Mini John Cooper Works Buggy | Khalid Al-Qassimi | 16°  | 0  |
| 2025 | Challenger | G Rally Team         | GRally Team OT3              | Rui Carneiro      | Rit  | 0  |

### W2RC
| Anno | Scuderia                  | Vettura         | 1       | 2   | 3     | 4   | 5   | Pos. | Punti |
| ---- | ------------------------- | --------------- | ------- | --- | ----- | --- | --- | ---- | ----- |
| 2022 | Red Bull Off Road JR Team | GRally Team OT3 | DAK     | ABU | MAR 4 | AND |     | 11°  | 24    |
| 2025 | G Rally Team              | GRally Team OT3 | DAK Rit | ABU | SUD   | ULT | MAR |      | 2     |